# Гернай, Леопольд
Леопольд Андриес Гернай (фр. Léopold Andries Gernaey; 25 февраля 1927, Жистел, Западная Фландрия — 31 июля 2005) — бельгийский футболист, играл на позиции вратаря. Участник чемпионата мира 1954 года.

## Биография

### Клубная карьера
В течение 10 сезонов играл за «Остенде», но его карьера прошла во Втором и Третьем дивизионах. В 1957 году перешёл в «Беерсхот», за который отыграл три сезона и в 1960 году завершил карьеру.

### Карьера в сборной
В составе сборной Бельгии был участником чемпионата мира 1954 года, где сыграл в двух матчах группового этапа со сборными Италии (1:4) и Англии (4:4). Бельгия заняла последнее место и не вышла из группы. Всего за сборную Бельгии сыграл 17 матчей.

### Смерть
Скончался 31 июля 2005 года в возрасте 78 лет.